# قصير الغلالة قيقبي الورق

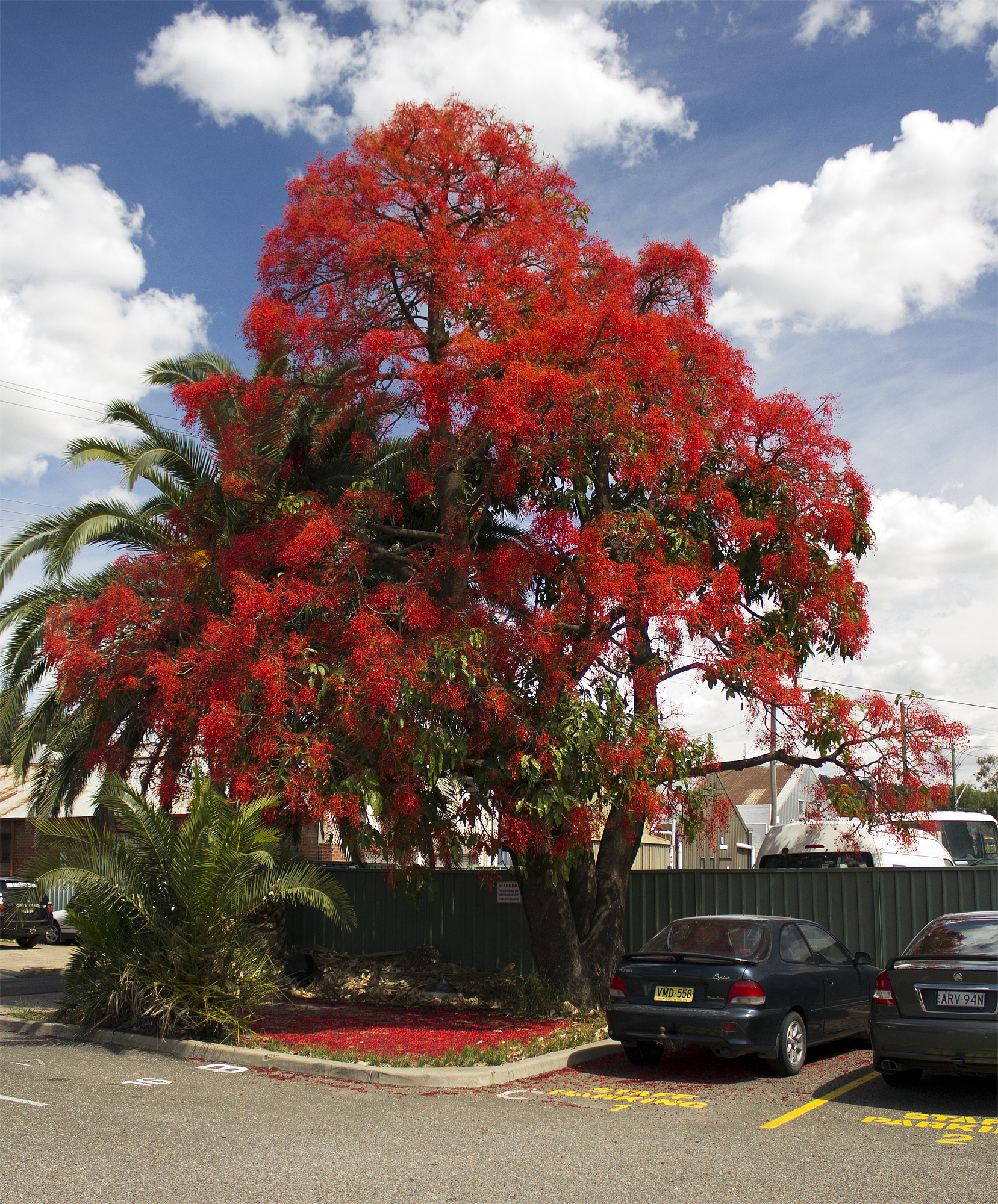

قصير الغِلالة قيقبي الورق (الاسم العلمي: Brachychiton  acerifolius)، هو نبات ينتمي إلى خبازية (فصيلة: Malvaceae).

## معرض صور

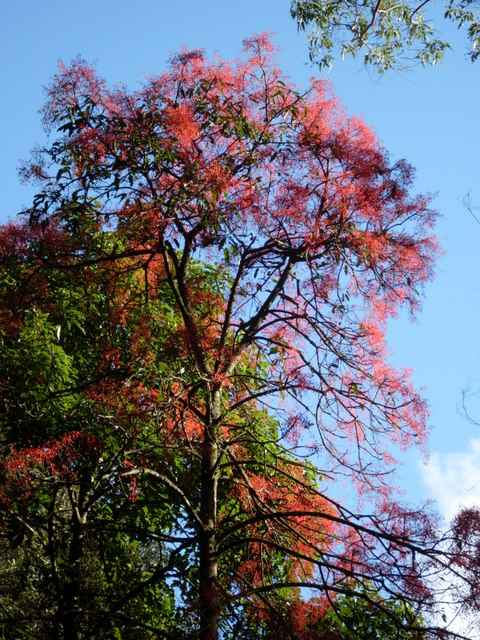
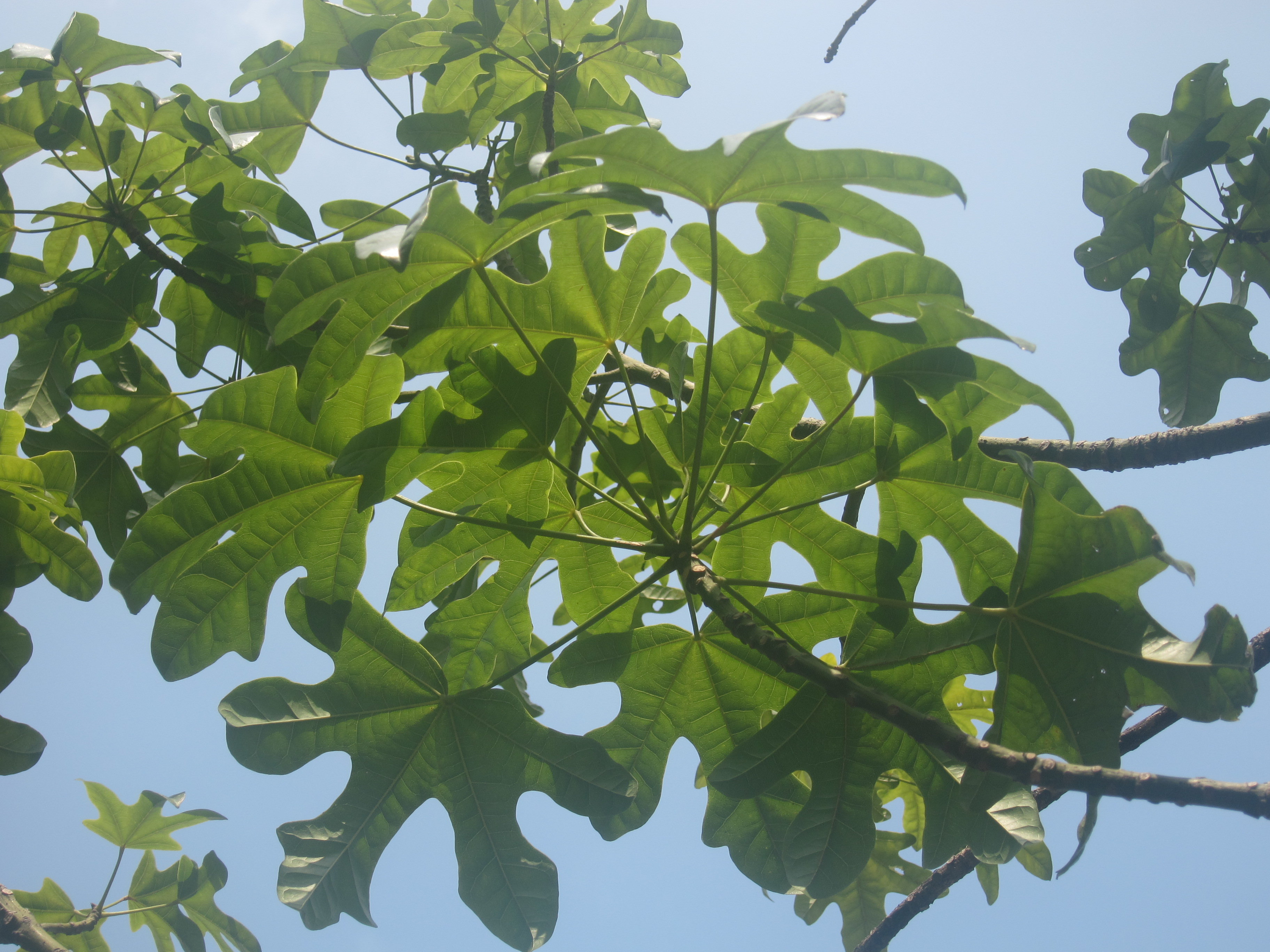
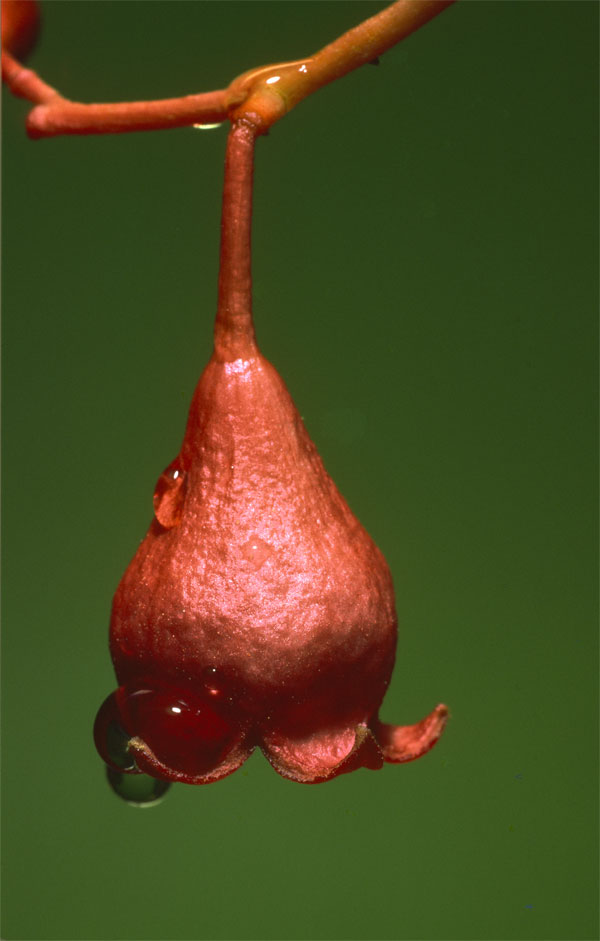